# Mario (Chipre)

Mapa de la antigua Chipre con sus principales ciudades. Mario se encontraba en la costa occidental de la isla.

Mario (en griego, Μάριον) es el nombre de una antigua colonia griega de Chipre. 
En su origen Mario era una colonia ateniense pero debía hallarse en poder de los persas cuando fue asediada, al igual que la ciudad de Citio, por tropas atenienses bajo el mando de Cimón hacia 449 a. C. Tras tomar las ciudades, Cimón trató a los vencidos con generosidad. Fue destruida en 312 a. C. por Ptolomeo I Sóter, cuando reinaba Estasiicos II, que no apoyó a Ptolomeo en su enfrentamiento con Antígono. Al menos parte de sus habitantes fueron obligados a trasladarse a Pafos, aunque las circunstancias y los motivos de este traslado son motivo de controversia: se ha propuesto que el verdadero motivo pudiera ser la necesidad de mano de obra para la construcción de una flota y también se ha sugerido que fueron trasladados solo los que no mostraron fidelidad a Ptolomeo mientras el resto podrían haber permanecido en la ciudad. Más tarde la ciudad fue reconstruida por Ptolomeo II Filadelfo, tras su boda en 277 a. C. con el nombre de Arsínoe, en honor de su esposa.
En el Periplo de Pseudo-Escílax se cita Mario en Chipre donde se menciona expresamente que era una ciudad griega. Estrabón, por su parte, sitúa en Arsínoe un fondeadero, un santuario y un bosque sagrado.
Se conservan monedas de Mario fechadas desde el siglo V a. C. con inscripciones en silabario chipriota y donde se atestigua el culto a Atenea. Se conserva una inscripción donde Ptolomeo II impone un tributo para financiar el culto a Arsínoe II. Entre otros restos hallados en Mario se encuentra una lápida fechada hacia 325-300 a. C. probablemente realizada por un artista del Ática.